# Isola Snow Hill
L'isola Snow Hill è un'isola antartica.

## Geografia
Localizzata ad una latitudine di 64° 28' sud e ad una longitudine di 57°12' ovest, l'isola è lunga 32 chilometri e larga 10 ed è separata dall'isola James Ross dal canale Admiralty.

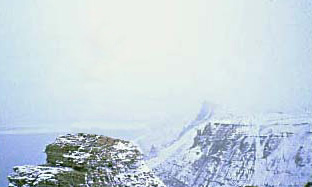
Isola Snow Hill, gennaio 1999.

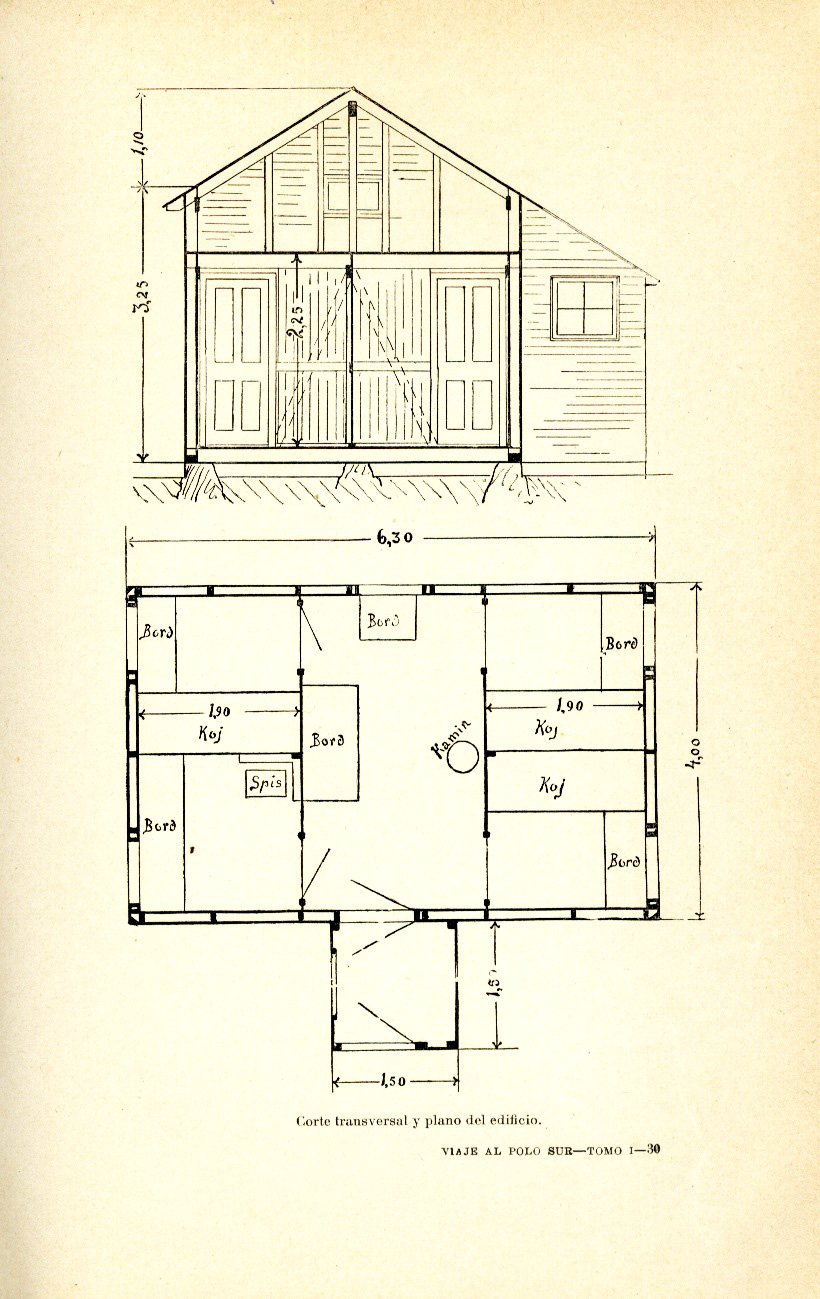
Disegno del rifugio che ha ospitato il gruppo di Otto Nordenskiöld.

## Storia
L'area venne esplorata il 6 gennaio 1843 dalla spedizione inglese al comando di James Clark Ross che, incerto della natura insulare della zona, chiamò l'area Snow Hill, per il contrasto con la vicina isola Seymour, brulla. L'esatta definizione dello status di isola avvenne solo nel 1902 durante la spedizione antartica svedese quando
Otto Nordenskiöld vi trascorse due anni con i suoi uomini impiantandovi una base per esplorare anche la vicina Costa di Nordenskjöld.